# Floskula
Floskula (iz lat. flosculus — cvetić) označavala je u drevnoj retorici jednu misao ili sadržaj misli, a kasnije jedino čisto formalni izraz.
U današnje vreme pojam floskula označava rečenicu bez sadržaja i stoga se često koristi pogrdno.
Floskule su često sastavni delovi opšte komunikacije tj. lepog vaspitanja. Tu se ubrajaju i izrazi pozdrava („jesi li živ”; „šta radiš — ništa”) ili izrazi ohrabrivanja.